# Spatium peripharyngeum
Das Spatium peripharyngeum stellt einen wichtigen Verschieberaum im Halsbereich dar. Es verbindet die Schädelbasis mit dem Mediastinum und wird durch die Fascia buccopharyngea bzw. Laminia praetrachealis (vorne)  und die Lamina praevertebralis (hinten) der Halsfaszie begrenzt. Durch die direkte Verbindung zum Mediastinum besteht die Gefahr, dass Entzündungen im Kopf- oder Halsbereich (z. B. nach einer Mandelentzündung) in das Mediastinum gelangen, was als Senkungsabszess bezeichnet wird.
Die Blutgefäße und Nerven zu den Halseingeweiden (z. B. der Rachen), die sich in diesem Spaltraum befinden, treten von der Seite her ein. Das lockere Bindegewebe sorgt dafür, dass sie den Bewegungen dieser Organe, etwa beim Schluckakt, folgen können.

## Untergliederung
Das Spatium peripharyngeum lässt sich durch sagittal gestellte Bindegewebeszüge (Septum sagittale) und der Sehnenplatte des Musculus stylopharyngeus (Aponeurosis stylopharyngea) in ein paariges Spatium lateropharyngeum und ein unpaares Spatium retropharyngeum unterteilen. Diese gelangen in unterschiedliche Teile des Mediastinums.

### Spatium lateropharyngeum
Das Spatium lateropharyngeum reicht von der seitlichen Schädelbasis bis zur oberen Thoraxapertur, wodurch es mit dem oberen Mediastinum verbunden ist. An der Schädelbasis grenzt es dorsal (hinten) an die Arteria carotis interna, die Vena jugularis interna und an die vier unteren Hirnnerven (Nervus glossopharyngeus, Nervus vagus, Nervus accessorius und Nervus hypoglossus). Die Arteria carotis communis (aus der die Arteria carotis interna entspringt) und Vena jugularis interna sowie der Nervus vagus werden weiter unten im Halsbereich von der Vagina carotica, die mit der Lamina praetrachealis der Halsfaszie verwachsen ist, umhüllt.

### Spatium retropharyngeum
Dieser Teil des Spatium peripharyngeum liegt zwischen Rachen bzw. Speiseröhre und der Wirbelsäule und ermöglicht Bewegungen zwischen diesen. Das Spatium retropharyngeum mündet in das hintere Mediastinum.